# Archidiecezja Manili
Archidiecezja Manili (łac. Archidioecese Manilensis; fil. Arkidiyosesis ng Maynila; ang. Archdiocese of Manila) – jedna z 16 archidiecezji obrządku łacińskiego w Kościele katolickim na Filipinach ze stolicą w Manili. Ustanowiona diecezją 6 lutego 1579 przez Grzegorza XIII bullą papieską Illius fulti. Podniesiona do rangi archidiecezji przez Klemensa VIII 14 sierpnia 1595 i tym samym została również siedzibą prymasów Filipin.

## Historia
Diecezja manilska została erygowana 6 lutego 1579 bullą Illius fulti  papieża Grzegorza XIII jako sufragania archidiecezji meksykańskiej (Filipiny były wówczas częścią wicekrólestwa Nowa Hiszpania). Pierwotnie diecezja obejmowała całe Hiszpańskie Indie Wschodnie. Wraz z rozwojem katolicyzmu w tym regionie z jej terytorium wydzielano kolejne diecezje.
14 sierpnia 1595 Klemens VIII podniósł diecezję do rangi archidiecezji, a jednocześnie z jej terytorium wydzielono podległe jej sufraganie: diecezję Nueva Caceres, diecezję Cebu, diecezję Nueva Segovia. Po powstaniu tej diecezji zasięg archidiecezji manilskiej ograniczył się do Manili i sąsiednich prowincji cywilnych: Rizal, Bulacan, Pampanga, Nueva Ecija, Batangas, Laguna, Cavite, Bataan, Zambales, Mindoro.
W XX i XIX wieku z terytorium archidiecezji manilskiej wydzielono kolejne diecezje:
- 10 kwietnia 1910 – diecezja Lipa;
- 11 grudnia 1948 – diecezja San Fernando;
- 25 listopada 1961 – diecezja Imus i diecezja Malolos;
- 24 stycznia 1983 – diecezja Antipolo;
- 7 grudnia 2002 – diecezja Novaliches i diecezja Parañaque;
- 28 czerwca 2003 – diecezje Cubao, Kalookan i Pasig.

Wielu duchownych archidiecezji manilskiej odegrało istotną rolę w dziejach politycznych Filipin. Niektórzy arcybiskupi byli w XVIII wieku gubernatorami generalnymi Filipin. Z kolei tzw. Gomburza, czyli Mariano Gómez, José Burgos i Jacinto Zamora, to trzej księża, którzy za zdradę stanu i bunt zostali 17 lutego 1872 straceni przy pomocy garoty przez hiszpańskich kolonizatorów.
Także kardynał arcybiskup Manili Jaime Sin odegrał istotną rolę podczas rewolucji różańcowej.

### Zasięg terytorialny
Archidiecezja obejmuje większą część Regionu Stołecznego (metropolia Manili) w południowo-zachodniej części wyspy Luzon. Siedziba arcybiskupa znajduje się w bazylice archikatedralnej Niepokalanego Poczęcia NMP w Manili.

## Biskupi

### Biskup diecezjalny
- kard. Jose Advincula – metropolita Manili i prymas Filipin od 2021

### Biskupi seniorzy
- kard. Gaudencio Rosales – metropolita Manili i prymas Filipin w latach 2003–2011, senior od 2011
- bp Teodoro Buhain – biskup pomocniczy w latach 1983–2003, senior od 2003